# Gerhard Mauz
Gerhard Mauz (Tubinga, 29 de novembro de 1925 – Reinbek, 15 de agosto de 2003) foi um jornalista alemão e correspondente de inúmeros processos jurídicos.
Mauz era filho do psiquiatra e perito T4 Friedrich Mauz. Estudou psicologia, psicopatologia e filosofia. Começou sua carreira jornalística em programas de radiodifusão e no diário Die Welt. De 1964 até sua aposentação em 1990 foi membro da redação do jornal informativo Der Spiegel. Depois seguiu escrevendo como autor livre para o Spiegel Online e para o Tagesspiegel.
Seu trabalho influenciou o objeto sobre o qual escreveu: a própria justíça. Em 1973 recebeu o Bundesverdienstkreuz am Bande em reconhecimento de seus méritos jornalísticos relativos ao sistema judicial.

## Publicações (seleção)
- Die Gerechten und die Gerichteten. Frankfurt/Main e Berlim: Ullstein, 1968.
- Das Spiel um Schuld und Sühne. Die Zukunft der Strafjustiz. Düsseldorf/Colônia: Eugen Diederichs,  1975.
- Die Justiz vor Gericht: Macht und Ohnmacht der Richter. Munique: Bertelsmann, 1990.
- Die großen Prozesse der Bundesrepublik Deutschland. Organizado por Gisela Friedrichsen; Dietrich zu Klampen, Springe 2005.